# リサ・ランドール
リサ・ランドール（Lisa Randall, 1962年6月18日 - ）は、アメリカ合衆国の理論物理学者。専門は、素粒子物理学、宇宙論。

## 略歴
- 1962年 - アメリカ合衆国ニューヨーク州ニューヨーク市クイーンズ区に生まれる。
- 1980年 - ニューヨーク市立の理数系高等学校スタイヴェサント高等学校（英語版）卒業（クラスメイトは、ブライアン・グリーン）。
- 1983年 - ハーバード大学卒業、BAを授与される。
- 1987年 - ハーバード大学物理学部より、Ph.D.（物理学）を授与される。
- 1987年 - プリンストン大学で、ポストドクター。
- 1990年 - マサチューセッツ工科大学助手になる。スローン財団の特待奨学生になる。
- 1999年 - マサチューセッツ工科大学准教授に就任。
- 2001年 - ハーバード大学教授に就任。
- 2001年 - 地元のラジオ局で、科学解説の番組を担当する（現在も）。

現在、ハーバード大学物理学教授。プリンストン大学物理学部で終身在職権（tenure）をもつ最初の女性教授となる。また、マサチューセッツ工科大学およびハーバード大学においても理論物理学者として終身在職権をもつ初の女性教授となる。

## 主要業績
- 1999年 - ラマン・サンドラム博士とともに発表した「warped extra dimensions（ワープした余剰次元）」により、物理学会で一躍注目を集める[1]。
- 2001年 - ハーバード大学から終身在職権を与えられる。
- 2002年 - 欧州原子核研究機構（略称：CERN）で行われた、CERN理論物理学研究会で、スティーブン・ホーキング博士から隣の席を薦められる。この時までの記憶を元にして、"Warped Passages"の原稿を仕上げる。
- 2005年 - プリンストン大学およびマサチューセッツ工科大学から終身在職権を与えられる。
- 2007年 - 米「タイム誌」により、「世界で最も影響力のある100人」の1人に選出される[2]。
- 2007年 - 日本を訪れ、東京大学・小柴ホールにて来日記念講演を行う[3]。
- 2007年 - イギリスケンブリッジ大学から招かれ、基調講演を行う。

## 受賞歴
- 2000年 - National Science Foundationより、若い物理学者に贈られるYoung Investers賞
- 2001年 - DOE（アメリカエネルギー省）より、Outstanding Investers賞
- 2003年 - ローマ大学より、Caterina Tomassoni e Felice Pietro Chisesi特別賞
- 2004年 - アメリカ物理学会より最もサイテーションされた論文賞を贈られる。
- 2005年 - アメリカ教育物理学会よりKlopsted賞
- 2007年 - リリエンフェルト賞
- 2019年 - J・J・サクライ賞、オスカル・クラインメダル

## 著書
- リサ・ランドール『ワープする宇宙―5次元時空の謎を解く』向山信治 監訳、塩原通緒 訳、日本放送出版協会、2007年。ISBN 978-4-14-081239-6。
- リサ・ランドール、若田光一『リサ・ランドール 異次元は存在する』日本放送出版協会〈NHK未来への提言〉、2007年。ISBN 978-4-14-081216-7。
- リサ・ランドール『宇宙の扉をノックする』向山信治 監訳、塩原通緒 訳、NHK出版、2013年。ISBN 978-4-14-081621-9。
- リサ・ランドール『ダークマターと恐竜絶滅―新理論で宇宙の謎に迫る』向山信治 監訳、塩原通緒 訳、NHK出版、2016年。ISBN 978-4-14-081695-0。